# Pustać (Chyżne)
Pustać – torfowisko w obrębie miejscowości Chyżne w województwie małopolskim, w powiecie nowotarskim, w gminie Jabłonka, blisko granicy ze Słowacją. Pod względem geograficznym znajduje się w Kotlinie Orawsko-Nowotarskiej. Z torfowiska wypływa potok Chyżny uchodzący do Jeziora Orawskiego, torfowisko znajduje się więc w zlewisku Morza Czarnego. Położone jest na wysokości 690 m n.p.m. w odległości 1,5 km od ostatnich na wschodnim końcu zabudowań miejscowości Chyżne. Prowadzi do niego droga gruntowa Jest to torfowisko wysokie, stopniowo zarastające lasem.
Pustaciami na Orawie nazywa się rozległy kompleks torfowisk, bagien, trzęsawisk, podmokłych łęgów i bagiennych lasów sosnowych, ciągnący się od Suchej Góry na Słowacji po Ludźmierz. Po ustąpieniu lodowca teren ten był wielkim rozlewiskiem młak i jezior, które stopniowo zamulane było niesionymi przez wodę osadami  tworzącymi stożki napływowe, równocześnie też podlegało zarastaniu, w którym wielki udział miał mech torfowiec. Z jego obumarłych szczątków tworzył się torf. Zarastanie to zaczęło się około 10-11 tysięcy lat temu. Rocznie przybywa około 1 mm torfu. Torfowisko  tworzy specyficzne warunki życia dla roślin. Charakteryzują się one bardzo kwaśnym odczynem, dużą wilgotnością i ubóstwem składników pokarmowych. W takich warunkach na torfowisku rozwijają się specyficzne, charakterystyczne dla torfowisk gatunki roślin. Na torfowiskach Kotliny Nowotarskiej rosną rośliny charakterystyczne głównie dla niżu, w Karpatach natomiast bardzo rzadkie. Na torfowisku Pustać w Chyżnem stwierdzono występowanie m.in. takich gatunków, jak bagno zwyczajne i żurawina drobnoowocowa. Planuje się utworzenie na Kotlinie Nowotarskiej specjalnych obszarów ochrony pod nazwą „Torfowiska Orawsko-Nowotarskie”. Mają one objąć obszar 8255,62 ha.
Tuż po wschodniej stronie torfowiska Pustać, za wąskim pasem lasu znajduje się torfowisko Niżne Bory.